# Terminal Washington Soares
O Terminal Washington Soares é um terminal de integração de ônibus urbano do tipo aberto, localizado nas margens leste e oeste da Avenida Washington Soares, entre as ruas Olímpio Leite e Dr. Esmerino Parente no bairro José de Alencar, pertencente a Secretaria Executiva Regional 6, no município de Fortaleza, Ceará.
Ao todo, 10 linhas de ônibus operam no terminal, realizando, em média, 365 viagens por dia e com um trafego total de aproximadamente 29 ônibus por hora. O terminal foi projetado para atender uma demanda de 60 mil passageiros por dia do Sistema de Transporte Coletivo Urbano de Fortaleza que transitam em toda a Avenida Washington Soares.

## Histórico

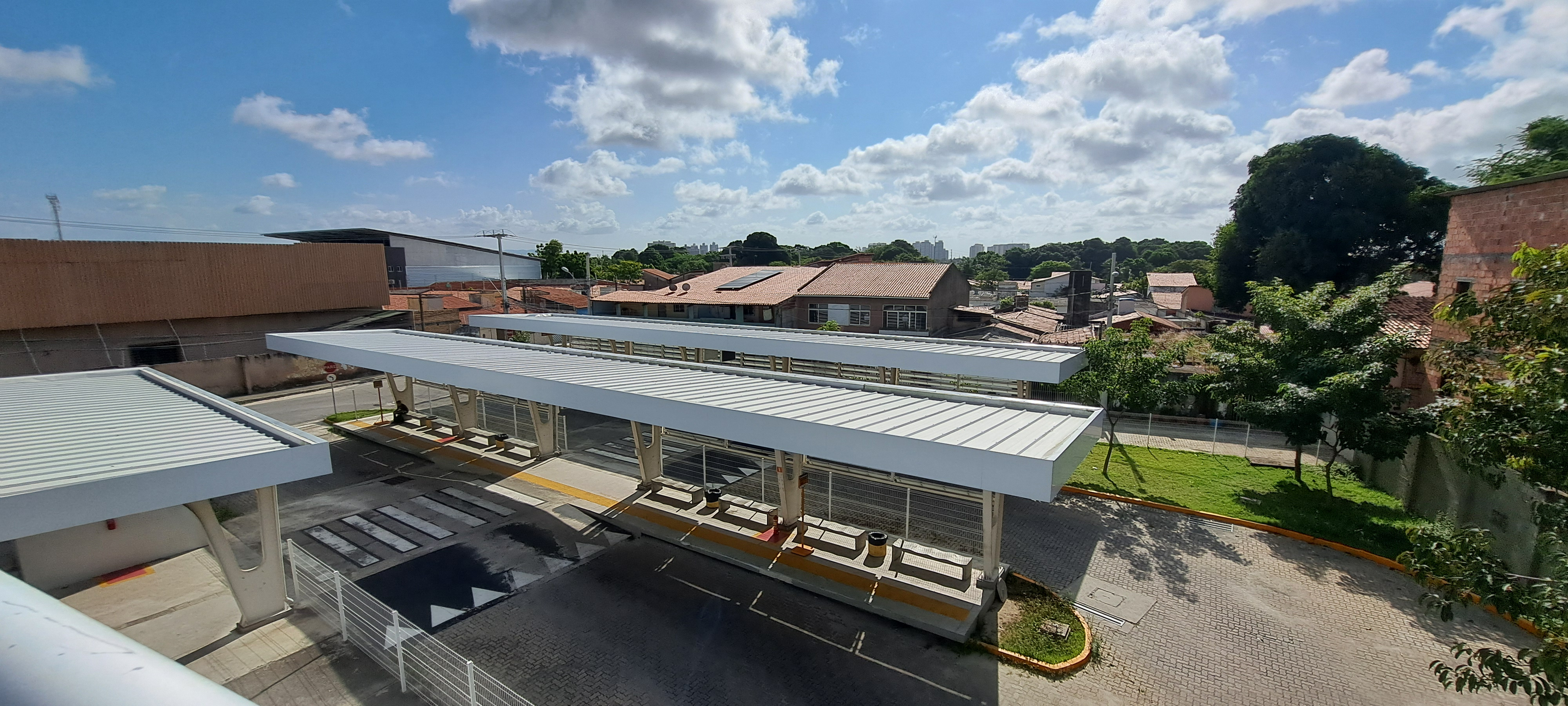
Plataformas do terminal localizadas do lado oeste da Avenida Washington Soares.

O Terminal Washington Soares foi inaugurado no dia 27 de outubro de 2021, como o primeiro de um conjunto de novos terminais abertos, ou "mini terminais", construídos na cidade de Fortaleza. O objetivo dos novos terminais, que incluiu também a construção dos terminais José de Alencar e José Walter e a reforma do terminal Sagrado Coração de Jesus, é evitar deslocamento desnecessários até os terminais maiores, otimizando o tempo de viagem dos usuários.

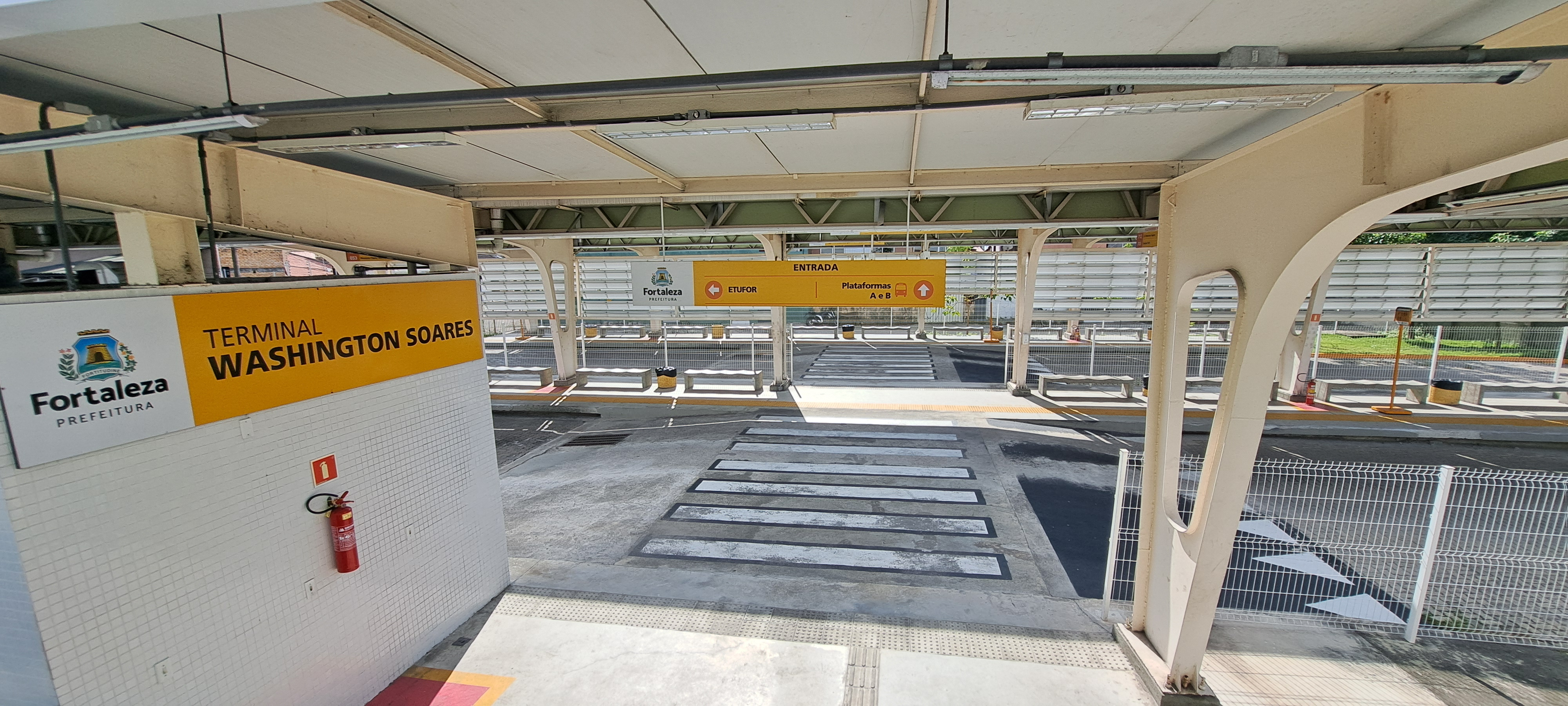
Detalhes das plataformas do lado oeste do terminal Washington Soares em junho de 2024

A Empresa de Transporte Urbano de Fortaleza (Etufor) iniciou, no dia 15 de julho de 2023, a operação da linha 614 - Curió/Terminal Washington Soares/Messejana. A nova linha foi criada com o objetivo de atender aos pedidos das Comunidades do Curió e Parque São Miguel, beneficiando diretamente as pessoas que se dirigem aos empreendimentos comerciais localizados na Avenida Frei Cirilo ou ao Hospital do Coração, em Messejana. A linha também passou a atender as proximidades do Centro Administrativo do Cambeba, facilitando o deslocamento entre o terminal e o equipamento público.
No dia 12 de setembro de 2023 o terminal passou a contar com uma nova central de atendimento da Empresa de Transporte Urbano de Fortaleza (Etufor). Com a inauguração da nova unidade os usuários passaram a ter acesso a alguns serviços relacionados aos cartões de transporte.

## Características
O terminal conta com quatro plataformas distribuídas igualmente do lado direito e do lado esquerdo da Avenida Washington Soares, integradas por uma passarela. A área coberta do terminal é de aproximadamente 600m² e também contempla, em sua estrutura, pontos de recarga do Bilhete Único, painéis de previsão, Wi-fi, posto de vigilância, banheiros acessíveis e dois quiosques.

Caracterizado como do tipo aberto, assim como os terminais José de Alencar, José Walter e Sagrado Coração de Jesus, no terminal Washington Soares a integração só pode ser realizada por meio de cartões eletrônicos, a exemplo do bilhete único.